# Gasser M1870
La Gasser M1870 era una rivoltella prodotta dalla Leopold Gasser Waffenfabrik di Vienna ed adottata dalla cavalleria austro-ungarica nel 1870.

## Descrizione
La M1870, camerata per la munizione 11,2 × 29,5 mm, era una rivoltella a castello aperto; la canna era fissata al castello da una vite che impegnava il mozzo del tamburo. Il tamburo veniva caricato da uno sportellino sul lato destro del castello; sotto alla canna scorreva la bacchetta di espulsione dei bossoli spenti. La leva della sicura era posta sul lato destro, sotto il tamburo; questa, tramite perni, impegnava dei fori del castello per bloccare il meccanismo di scatto; arretrando leggermente il cane, uno di questi perni si sposta verso l'interno, impedendo l'abbattimento del cane; l'arma può quindi essere portata carica in sicurezza, in quanto una nuova trazione completa del grilletto rilascia i perni della sicura e consente di fare fuoco.
La munizione era una lunga cartuccia a percussione centrale, conosciuta come 11 mm Montenegrin, in precedenza usata sulle carabine Fruwirth.
Nel 1870 la pistola venne adottata dall'Imperial regio Esercito austro-ungarico per equipaggiare la cavalleria. Fu immessa in servizio con due lunghezze di canna diverse: una con canna lunga da 235 mm (lunghezza totale 375 mm) ed una con canna corta da 185 mm (lunghezza totale 325 mm).

## Versioni e derivati

### Gasser M1873
La versione M1873 incorporava alcune modifiche richieste dal k.u.k. Armee. Per dare maggiore solidità, venne adottato il castello chiuso. Inoltre la bacchetta di espulsione venne montata su un braccio articolato al castello. La canna era lunga 127 mm, per un ingombro totale della pistola di 242 mm.

### Gasser M1870/74
La M1870/74 aveva il castello chiuso in acciaio invece che in ferro fucinato come la M1870. Inoltre la capacità del tamburo era aumentata a 6 colpi. Anche questa pistola venne prodotta in due differenti lunghezze, con canna da 185 mm e 115 mm. Era il revolver più avanzato del suo tempo e venne adottato anche dalla k.u.k. Kriegsmarine. Fu prodotto anche dalla Th. Sedert, una ditta subappaltatrice della Gasser.

### Gasser M1870/74 Montenegro
La Montenegro venne derivata dalla M1870/74 per soddisfare importanti ordini del Regno del Montenegro. Secondo alcune fonti risulta infatti che il re Nicola I del Montenegro avesse reso obbligatorio il possesso di tale arma per ogni suddito maschio, probabilmente spinto anche dalla sua partecipazione finanziaria alla produzione. Il modello aveva il castello aperto in acciaio, tamburo da 6 colpi e differiva essenzialmente dalla M1870/74 per la posizione della bacchetta di espulsione, il cui braccio articolato a riposo era in posizione centrale, con la bacchetta allineata all'albero del tamburo; ciò ne consentiva un più agevole porto sotto la cintura, consuetudinaria in Montenegro. Venne prodotta in una versione standard con canna da 185 mm ed in versione "artiglieria" con canna da 135 mm, camerate rispettivamente per le munizioni 11,3 × 51 mm R long Montenegrin e 11,3 × 36 mm R short Montenegrin.
L'arma, oltre che dalla Gasser, fu prodotta su licenza anche in Belgio e da altre aziende austriache, in molte versioni, lunghezze di canna e personalizzazioni. A questo modello seguì la M1880, anche detta Montenegro II tipo.

### Gasser-Kropatschek M1876
Il Gasser-Kropatschek M1876 era un revolver per ufficiali, progettato da Alfred Kropatschek rivisitando il M1870 per ridurne il peso. Il calibro era quindi ridotto a 9 mm.

### Gasser M1880 Montenegro

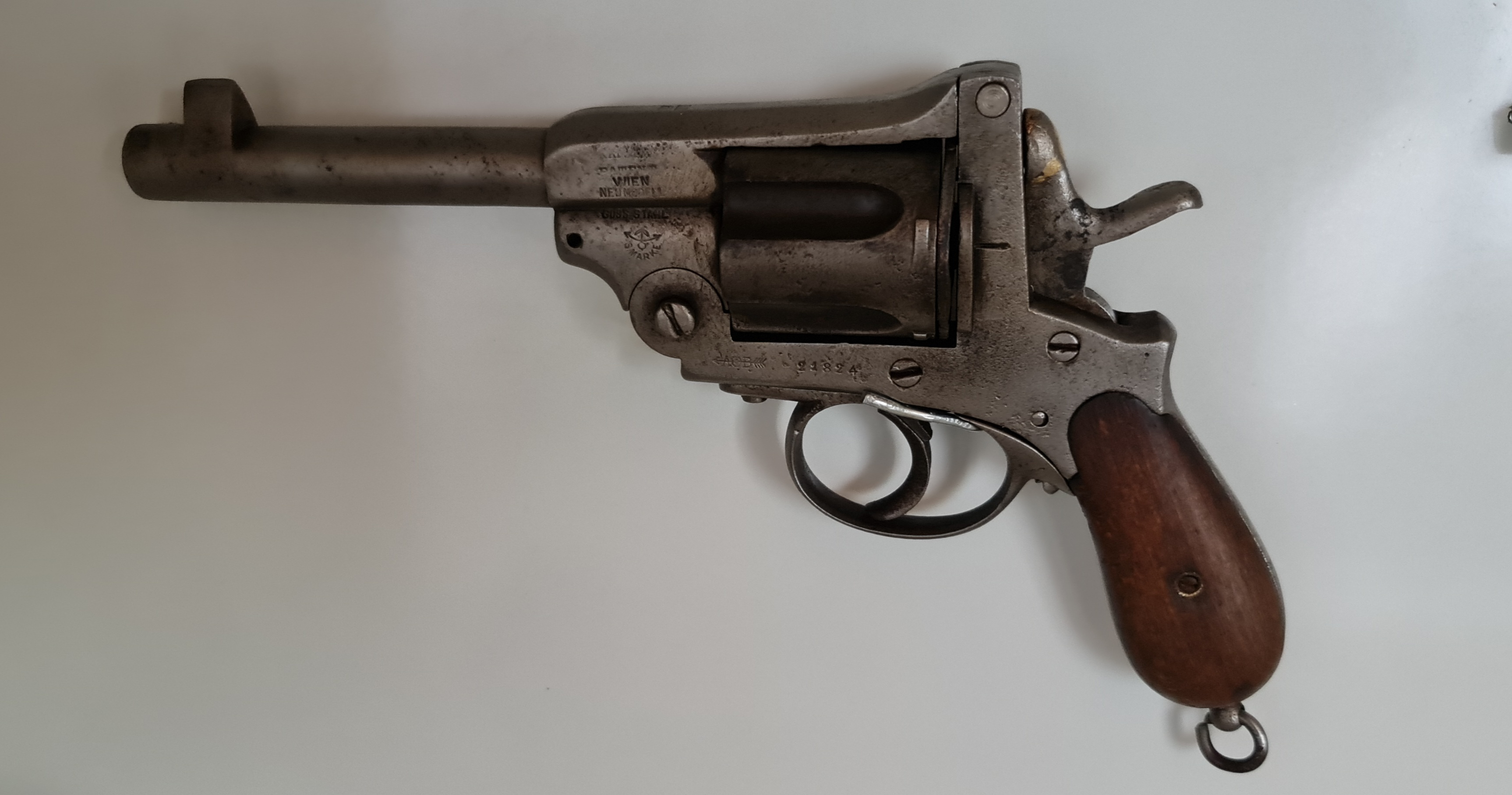
M1880 Gasser Montenegrin revolver in Nesher

La M1880 o Montenegro II tipo era una versione migliorata della Montenegro I tipo, in calibro 11,3 × 36 mm R short Montenegrin. Aveva il castello incernierato: la canna e la parte superiore del castello si ribaltavano in avanti, consentendo ad un estrattore a forma di stella di espellere tutti i bossoli contemporaneamente. Il fermo di bloccaggio era sul lato destro del castello. Venne prodotta con canne da 235 mm o 133 mm. Anche quest'arma fu fortemente "sponsorizzata" da Nicola I, che sembra addirittura essere l'ideatore dell'estrattore a stella.